# Amynthas
Amynthas és un gènere dels cucs de terra a la família Megascolecidae. El gènere és originari de l'Àsia oriental, però són invasius a moltes zones dels Estats Units. Són motiu de preocupació en molts estats, ja que pertorben l'ecologia dels boscos natius afectant l'estructura i la química del sòl.